# Wyler Vetta
Wyler Vetta è un'azienda italiana produttrice di orologi.

## Il marchio

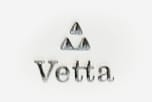
Logo Vetta fine anni '80/primi anni '90

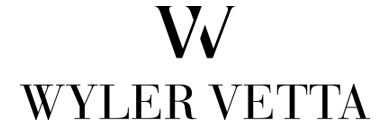
Logo Wyler Vetta attuale

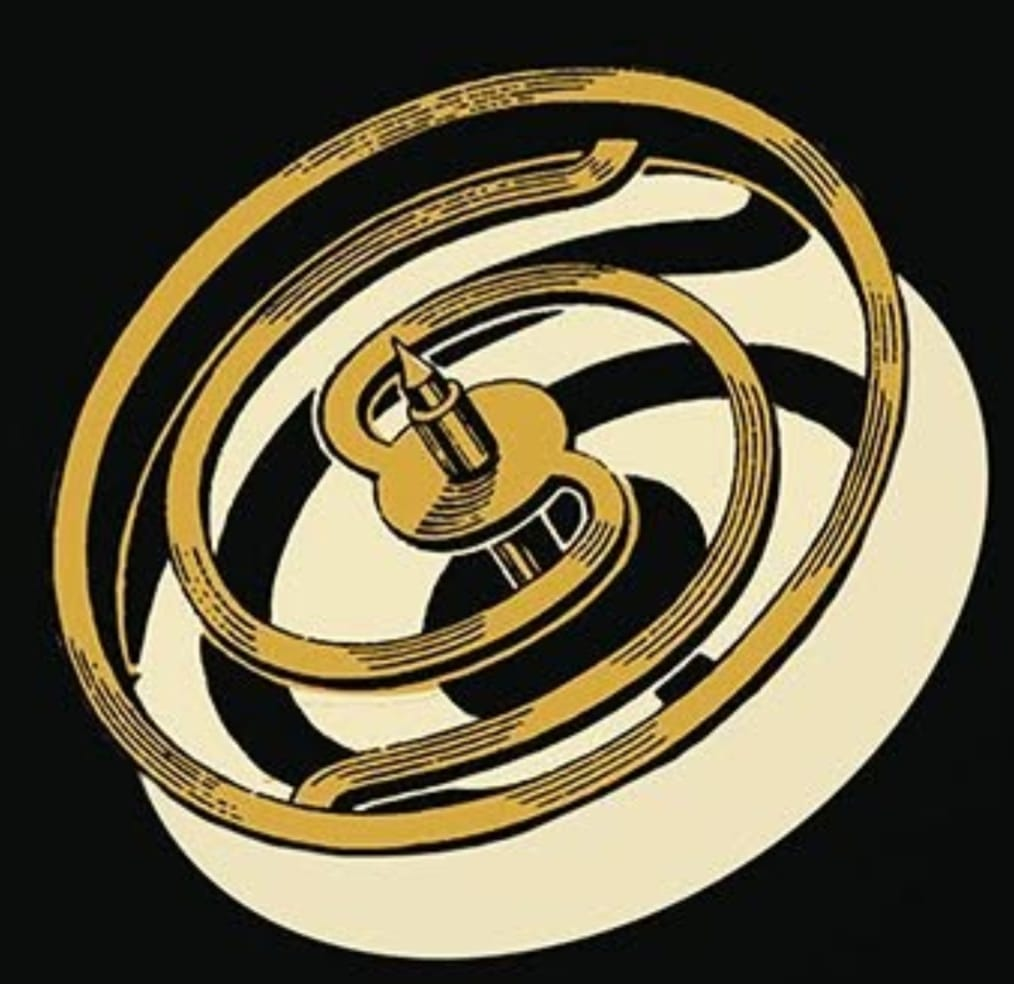
Riproduzione del bilanciere brevettato Incaflex che, grazie alla forma dei suoi bracci, assorbe maggiormente gli urti

Paul Wyler fonda la Wyler nel 1924, insieme al fratello Alfred, a Bienne, in Svizzera. Nel 1927 viene inventato l’Incaflex, un bilanciere particolarmente robusto a bracci ondulati che consente ai Wyler di realizzare orologi assai resistenti. Questo bilanciere dalla forma inconsueta fu talmente significativo per la casa, che venne utilizzato come logo a cavallo tra gli anni ottanta e novanta. Parallelamente, Innocente Binda apre, in provincia di Varese attorno al 1906, un negozio di riparazione per orologi, che poi trasferisce a Milano nel 1926.

## Produzione del XX secolo

### Gli anni trenta: espansione commerciale
Nel 1932 Binda inizia a commercializzare in Italia gli orologi Wyler, e dal 1933 viene associato al nome Wyler il marchio Vetta, in quanto nell’Italia fascista i nomi stranieri erano proibiti. Già nei primi anni trenta è possibile trovare orologi da tasca (calibro di fornitura SHR 4152) riportanti sul quadrante il solo marchio Vetta. Sempre nel 1933 Binda registra anche il marchio "Ewenghard", con cui commercializza cronografi militari e orologi da tasca.
Wyler Vetta fu uno dei primi marchi a utilizzare lo sport per pubblicizzare i suoi orologi: al campionato mondiale di calcio 1934 in Italia e del 1938 in Francia alcuni calciatori della nazionale italiana, come Meazza e Combi, indossavano dei Wyler Vetta al polso, per dimostrarne la robustezza, e allo stesso modo anche il ciclista Alfredo Binda fu un importante volto del marchio. Decenni dopo venne realizzato un modello celebrativo per la vittoria del primo mondiale in casa.
Ugualmente venne fatto con l’arte: Vittorio De Sica e Gino Cervi furono grandi estimatori del brand. Inoltre la casa fu una delle prime ad adottare uno slogan riconoscibile: “Wyler Vetta dà l’ora perfetta”. Ulteriore forma pubblicitaria venne adottata dalla casa quando decise, verso la fine degli anni trenta, d'istituire un concorso che avrebbe visto tre premiati: chi avrebbe indovinato i vincitori delle singole tappe del Giro d’Italia, avrebbe ricevuto un orologio.
Grazie a queste strategie di marketing, ben presto il marchio diventa diffusissimo in  Italia. In quegli stessi anni, la casa brevettò un orologio impermeabile, definito “Clamshell”, adoperando una cassa monoblocco in cui inserire movimento e quadrante. Alcuni cronografi di quel periodo e del decennio successivo, a testimonianza della loro resistenza a polvere e umidità, riportavano sul quadrante le scritte “Impermeabile” o “Ermetico”. Sempre negli anni Trenta Wyler realizza una prima forma di movimento automatico, ben prima della concorrenza: si tratta di un sistema piuttosto ingegnoso e oggi certamente anacronistico, ma sul quale vale la pena spendere due parole. Il calibro, spesso incassato in una cassa di forma rettangolare, veniva alimentato dal movimento del polso non tramite una massa oscillante, ma tramite una cassa che “urtava” il fondello e, durante il contatto, azionava un pignone il quale alimentava il calibro. Ovviamente sul quadrante, l’orologio riportava fiero la dicitura “Automatic”. Questo esempio la dice lunga sulla creatività e sull’inventiva dei fratelli Wyler, che si dimostravano sempre al passo coi tempi.
Nel 1939, Innocente Binda fondò la Breil.

### Gli anni cinquanta e sessanta

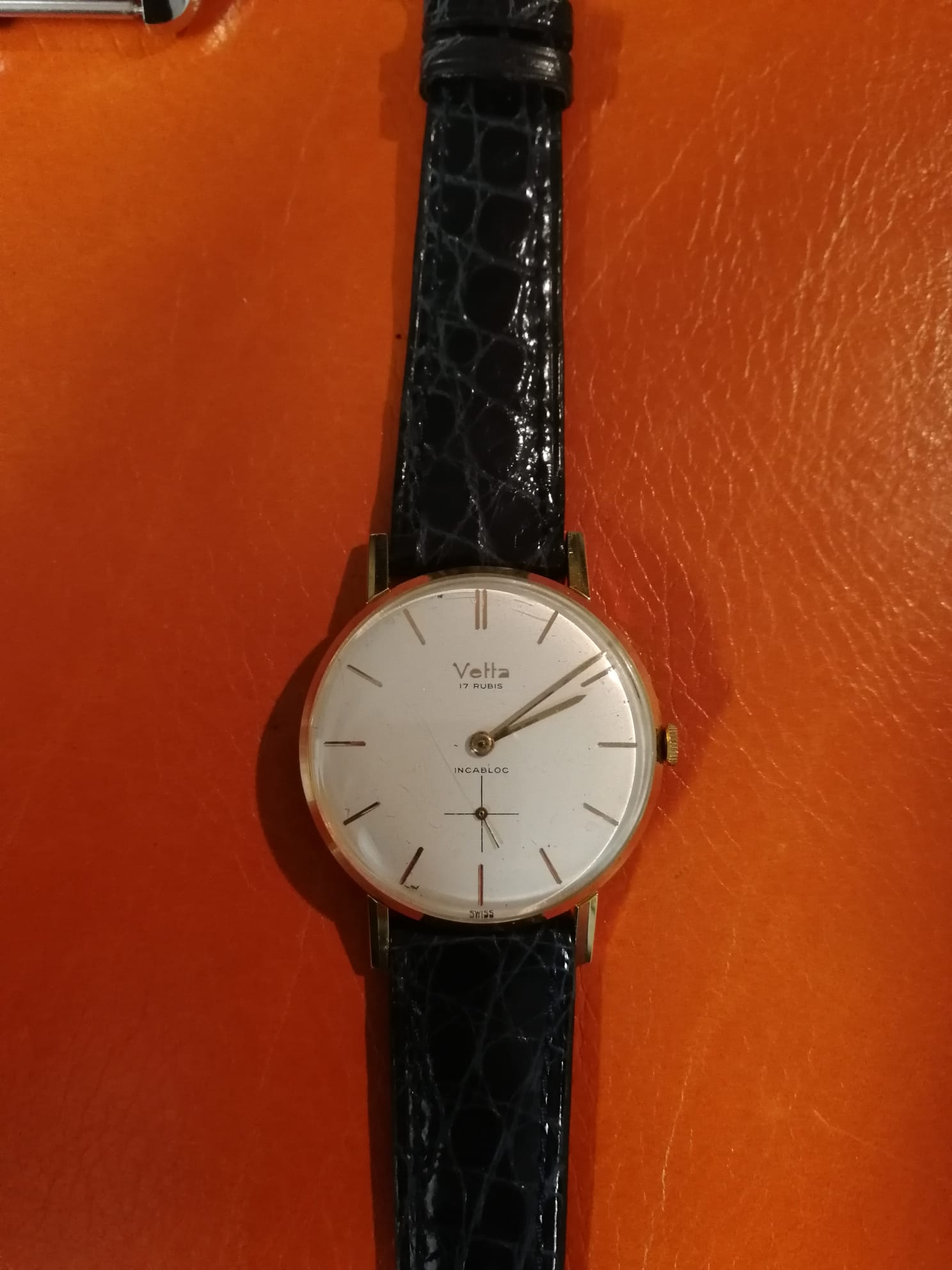
Vetta anni '60 a carica manuale

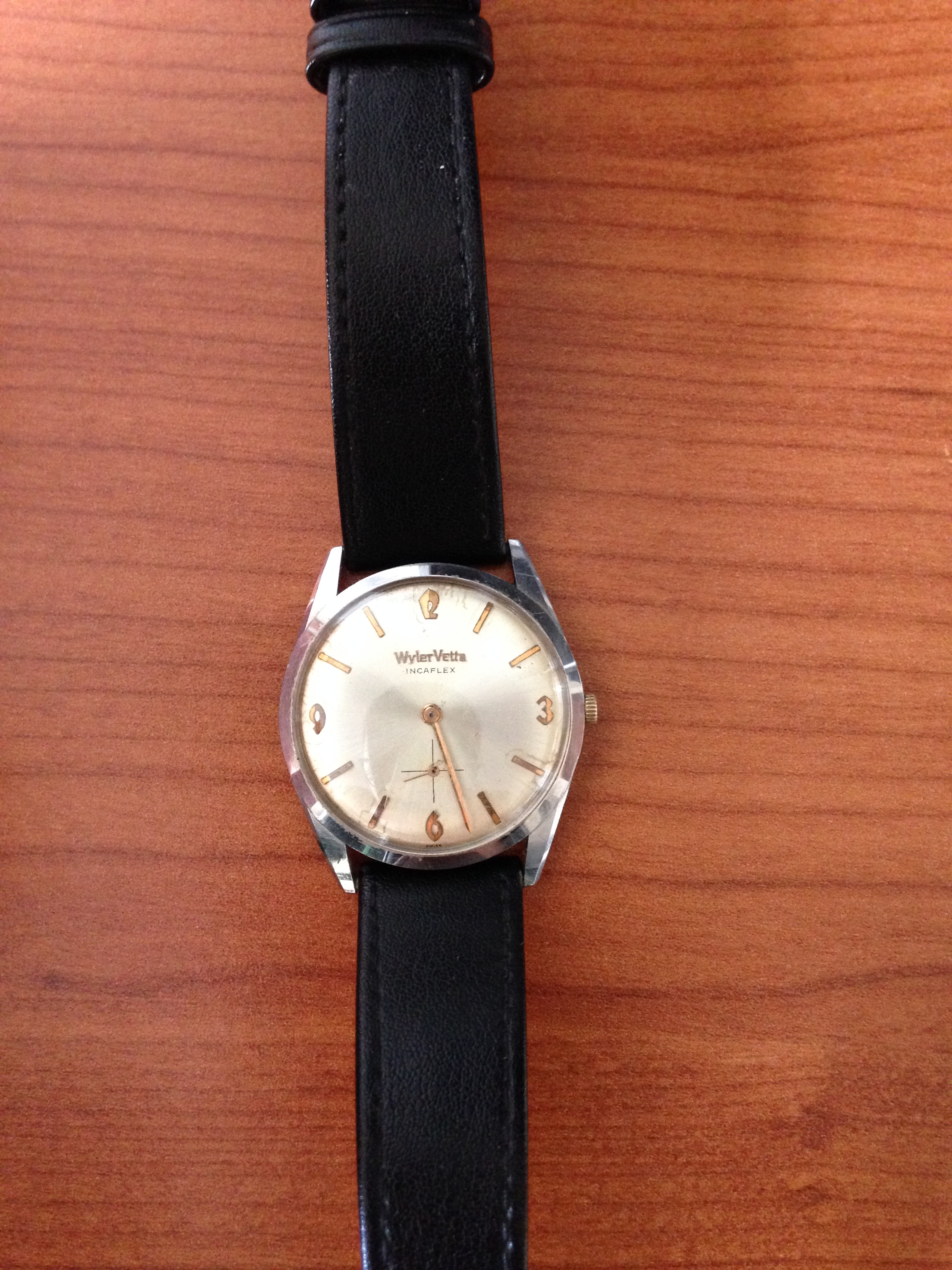
Wyler Vetta incaflex anni '50

Nel 1956 e nel 1962 vennero effettuati due straordinari test di resistenza, che si tramutarono anche in altri grandiosi esempi di marketing: degli orologi Wyler Vetta vennero gettati dalla Torre Eiffel (fu il secondo getto dal simbolo francese: il primo risalì ancora al 1931) e dalla Space Needle di Seattle e al loro atterraggio se ne certificò il perfetto funzionamento nonostante l’impatto. Questi test, spettacolari per il pubblico, avevano grande risalto anche nelle pubblicità, nelle quali si leggeva sovente “Wyler Vetta, l’orologio che è stato gettato dalla Torre Eiffel”.
Sempre nel 1956, in linea con le tendenze del tempo, anche Wyler Vetta lancia sul mercato l'Escafandra, poi ribattezzato Subacqueo, un diver cosiddetto super compressor, che presenta la scala graduata a 60 minuti posizionata sul rehaut, quindi al di sotto del vetro plexi, azionabile appositamente da una seconda corona, sistema adottato anche sull’Alpina Seastrong 10 e soprattutto sul Longines cosiddetto “Tuffatore”: Binda infatti era distributore italiano del marchio svizzero della clessidra alata.
Non è l’unico diver della casa, visto che verrà affiancato anche dall'Aquarama (nome del brevetto Wyler per la tenuta stagna della cassa) e dal Jumbostar del 1968, sia in versione solotempo, sia cronografo (quest’ultimo alimentato dagli ottimi Valjoux 23 e 71, a dimostrazione che la parte meccanica dei segnatempo era sempre assai curata).
La robustezza degli orologi Wyler Vetta non è esclusiva dei diver: basti pensare all'Heavy Duty, un dress watch massiccio, prodotto fin dagli anni ’40, declinato in numerose versioni e caratterizzato da un’ottima leggibilità del quadrante e da uno spesso e bombato vetro plexiglas.
Nonostante il doppio marchio, soprattutto in Italia non è infrequente trovare qualche segnatempo riportante solamente Vetta (già a partire dagli anni Trenta), a testimonianza dell’affetto e della stima che il nostro Paese ha da sempre riconosciuto a Binda.
Sempre negli anni ’50 Vetta legò il proprio nome alle corse automobilistiche: era tradizione, in casa Ferrari, che il Drake, per celebrare le vittorie più significative dei suoi piloti, regalasse loro proprio un cronografo Vetta con lo stemma del cavallino rampante sul quadrante e una dedica personalizzata sul fondello.

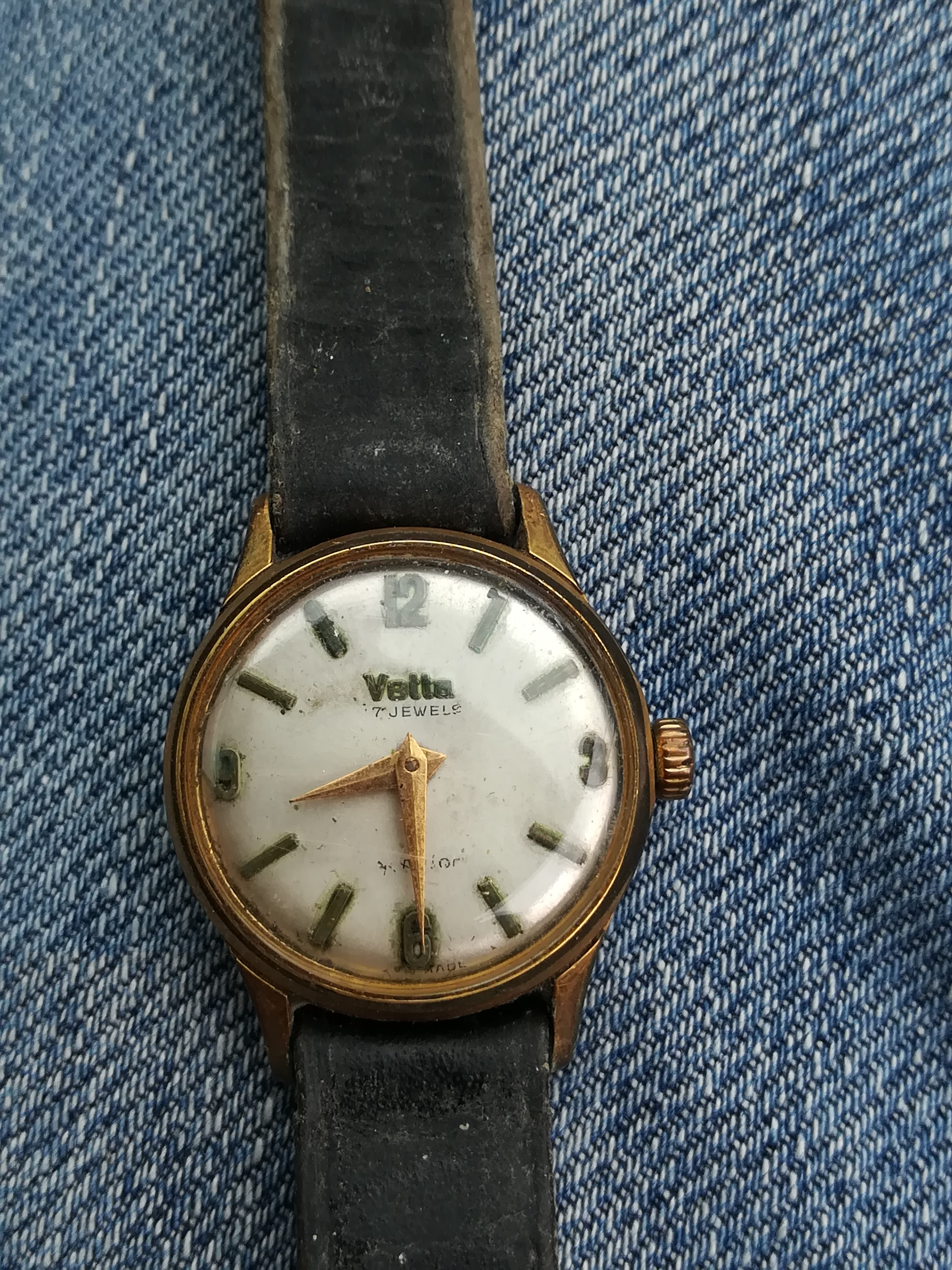
Vetta da donna a carica manuale placcato oro, metà anni '60

Per gli amanti invece delle linee più pulite e sottili, già dall’inizio degli anni ’60 si può trovare il Dynastar, classico dress watch tipo Calatrava, in oro o in acciaio, con calibro automatico e dalla cassa molto sottile.

### 1970-1980
Negli anni settanta si diffonde la collezione Dry, formata da orologi con cassa a cuscino o con l’allora in voga cassa cosiddetta a televisore, e facenti parte di questa linea perché dovevano essere degli everyday watch con una discreta tenuta, pari a 50 metri. La collezione è rimasta a catalogo per decenni, proponendo sia modelli con personalità propria, sia semplici hommage (su tutti il Royal Oak di Audemars Piguet). Il modello più iconico di questo decennio è probabilmente lo Starfire II, con cassa monoblocco resistente a 200 metri.
Con l’avvento della tecnologia del quarzo, anche Wyler Vetta si adegua e produce segnatempo con display LCD.
Tra gli anni Sessanta e Settanta la Maison proseguì con diversi suoi spettacolari lanci di orologi, ma stavolta non più da torri, bensì direttamente da aerei. Inoltre i crono in questo periodo iniziano a montare calibri automatici, come quello realizzato dal consorzio Chronomatic.

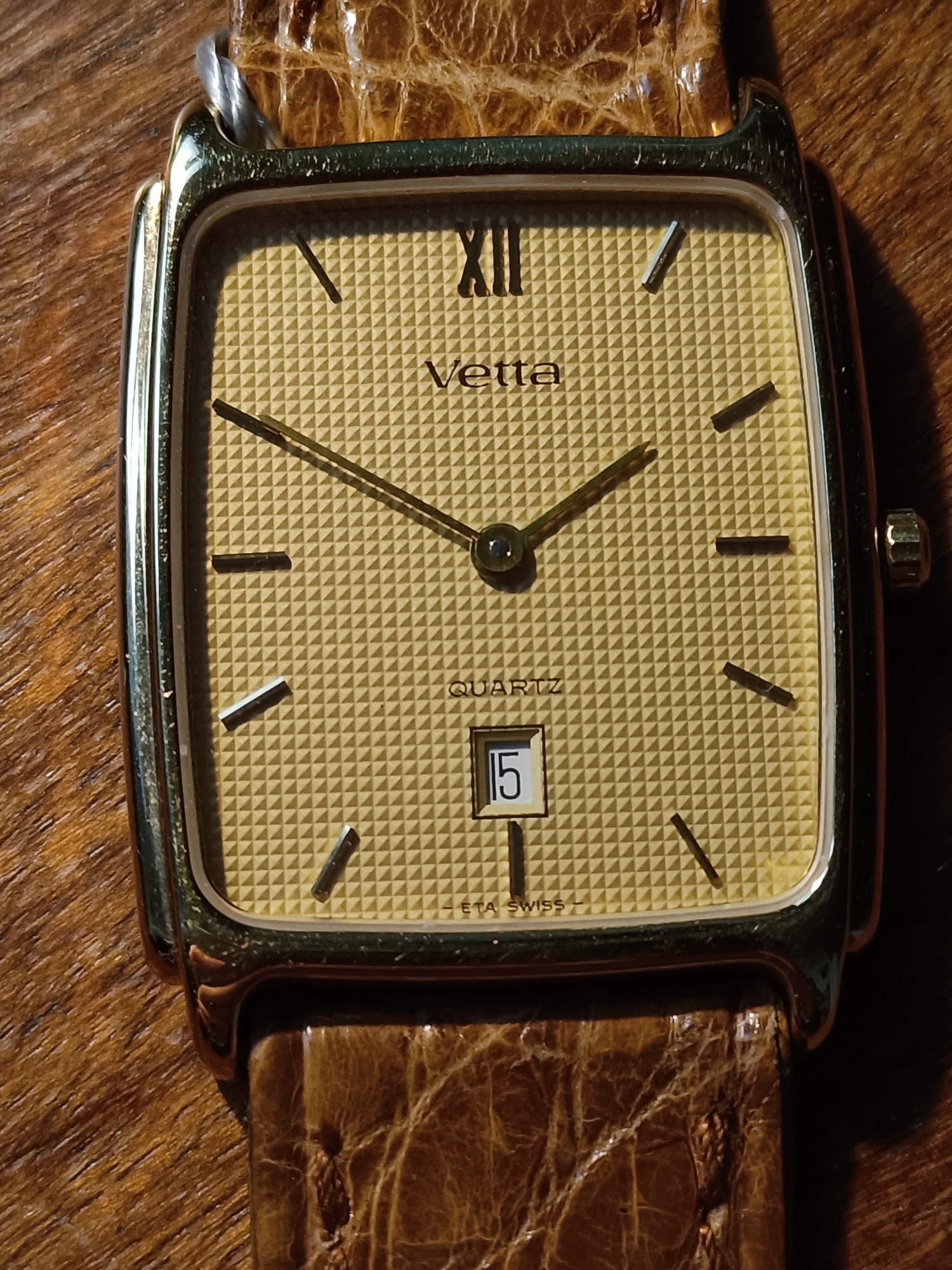
Vetta al quarzo placcato oro con cassa di forma, fine anni '80

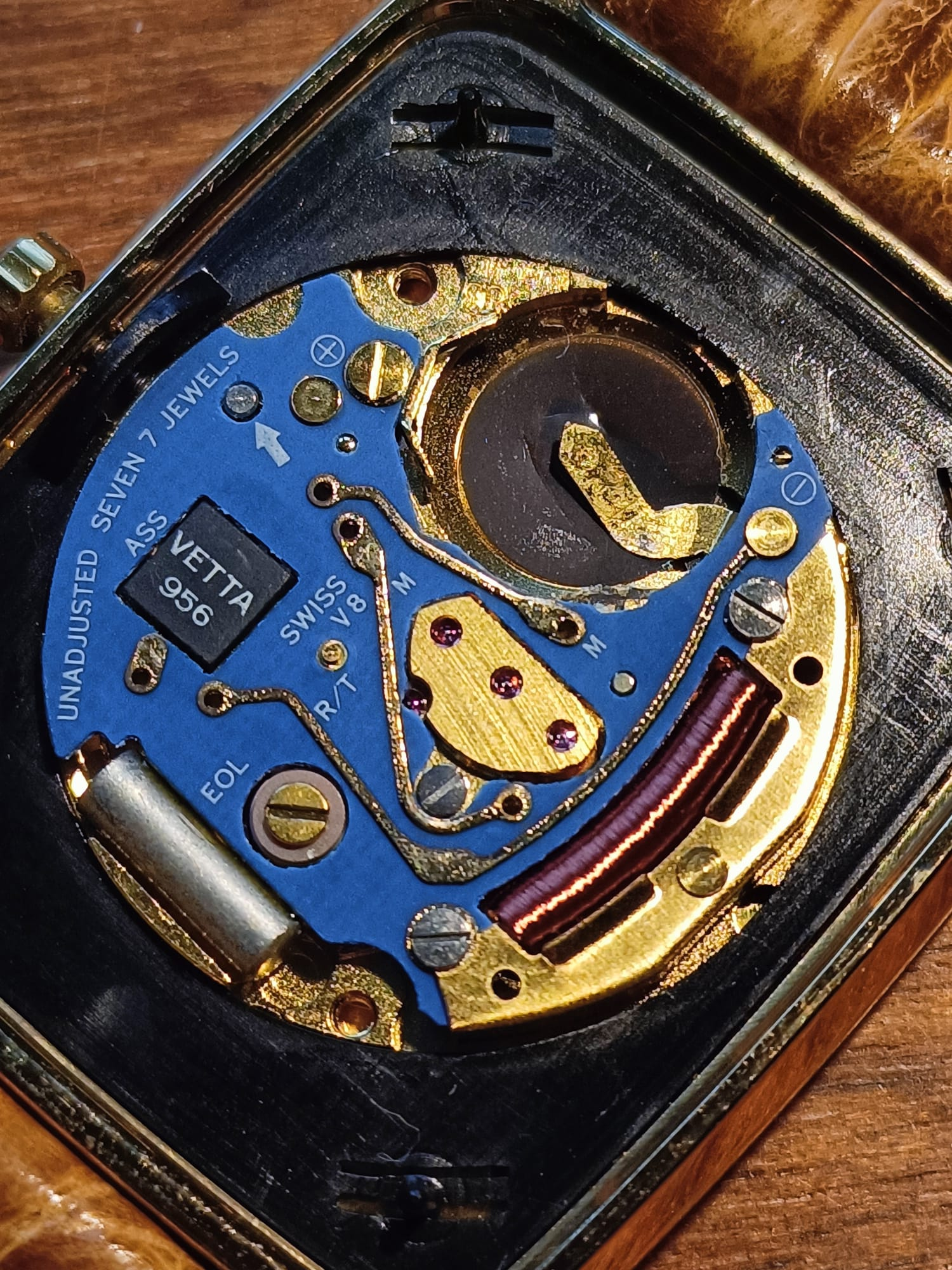
Vetta 956 al quarzo, derivato da ETA 956.412, fine anni '80

Negli anni ’80 viene adottato un logo sul quadrante, che rappresenta una montagna, e si inizia a usare massicciamente i calibri al quarzo: sono molteplici le collezioni proposte con questi movimenti, dalla Portofino alla Golden Hill (quest’ultima dal design estremamente pulito e lineare, tipico dei Longines al quarzo coevi), passando per la Sintesi, una collezione molto estesa che comprende sia solotempo, sia orologi al quarzo con complicazioni.

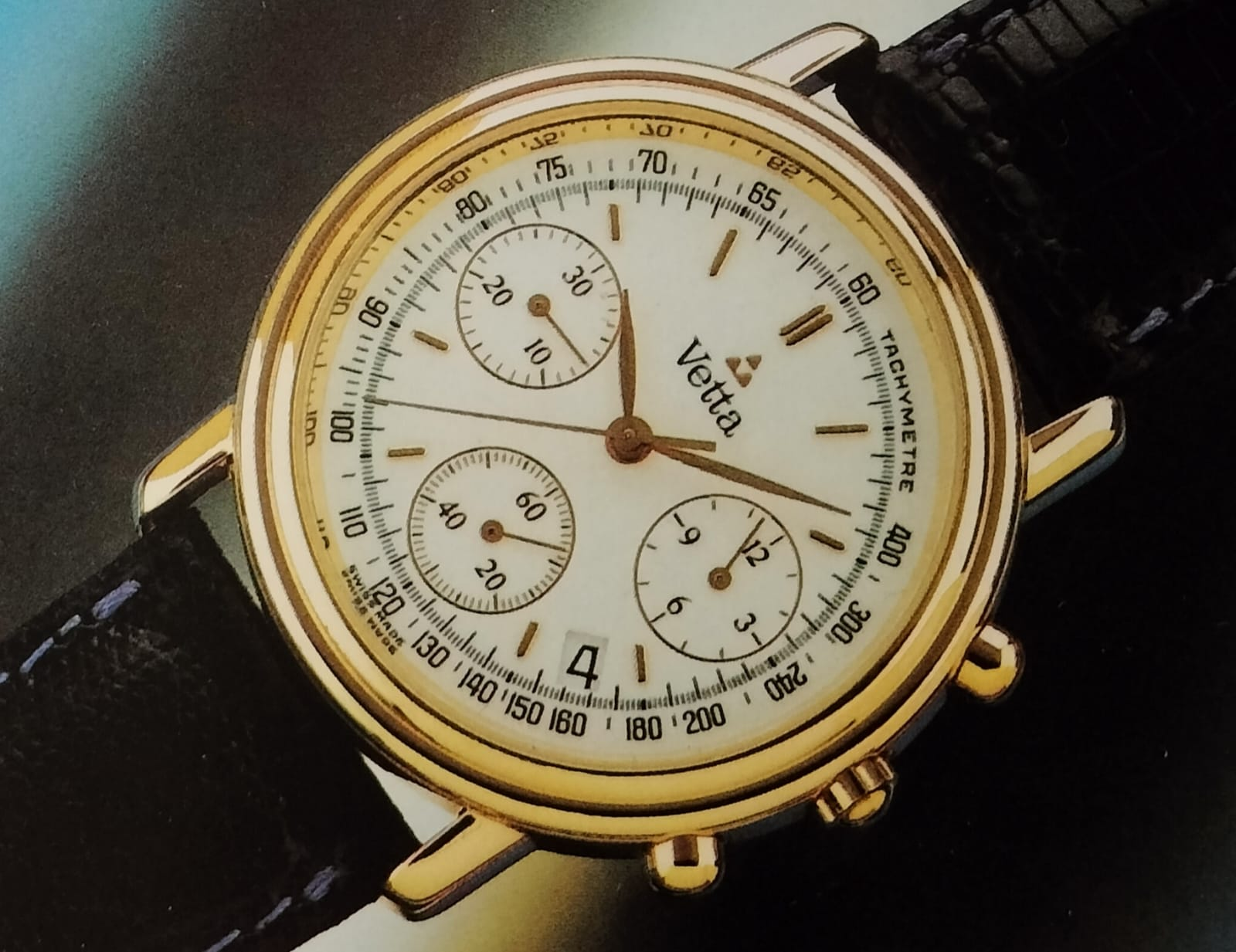
Vetta Pléiades cronografo con movimento ibrido meccanico per le funzioni cronografiche e al quarzo per la parte solotempo

Contemporaneamente la casa lancia anche la linea Les Pleiades, in cui propone orologi dalle linee classiche e dalle dimensioni contenute, sia automatici (per lo più animati da ETA 2824 o 2892, ispirati anche al Rolex Datejust), sia al quarzo, alcuni dei quali montanti complicazioni interessanti quali il datario periferico, le fasi lunari, oppure un calendario completo, per lo più placcati in oro giallo. Alcuni di questi prendono anche il nome di Vetta Les Complications.
A metà anni ’80 troviamo anche un orologio da regata, il Wyler Vetta La Giraglia, chiamato così in onore dell’isola nei pressi della quale si tiene la competizione velica.
Collezione elegante, invece, è stata la Silver Shadow, contraddistinta dalla cassa in argento massiccio.

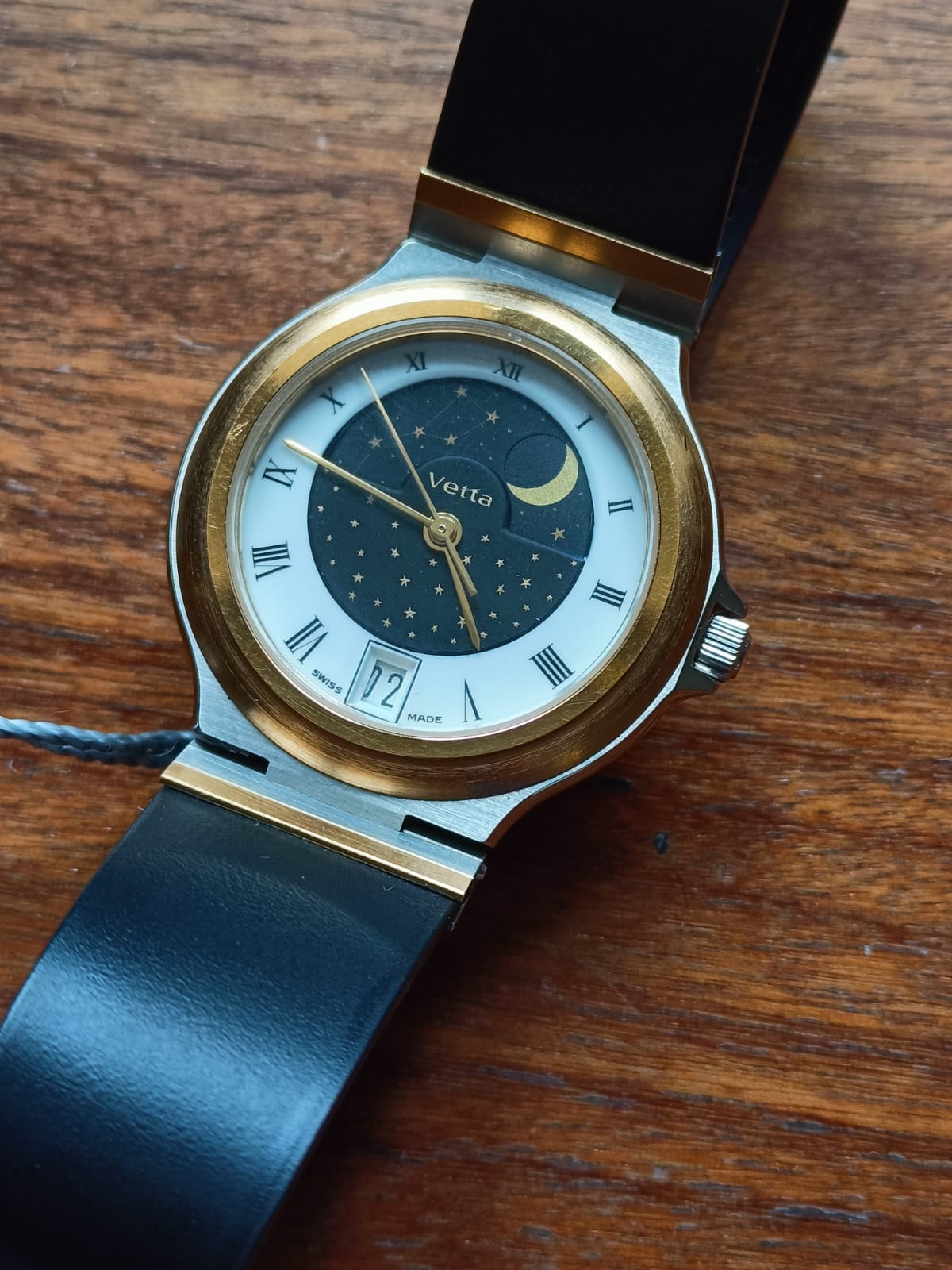
Vetta Nautic fasi lunari, seconda metà anni '80

Strizza l’occhio a un mix di sport ed eleganza la collezione Nautic, che propone segnatempo compatti, con cassa rotonda spesso placcata e con cinturino in gomma, ispirati alla tendenza lanciata dai primi Hublot di Carlo Crocco.

### 1990
Tra gli anni Ottanta e Novanta si diffondono anche altre collezioni, basate su un design molto classico ed elegante, come la Mythos, che propone solotempo che strizzano l’occhio all’estetica di Breguet, e cronografi con quadranti lavorati e animati da Valjoux 7750, e la collezione Spartacus. I modelli in oro 18 carati di questo periodo appartengono invece alla linea Le Coeur d'Or.
Diversa invece la linea Camargue, la cui cassa incontra le forme rotonde con quelle quadrate. Debutta nello stesso periodo anche la collezione Arc en Ciel. Negli stessi anni viene presentato pure il modello Trekking, con movimento al quarzo al di sotto del quale si trova una bussola.
Nel 1993 Wyler Vetta divenne di proprietà della famiglia Binda, e da allora utilizzò sempre il doppio marchio. Col passare degli anni la famiglia Binda ha cercato di valorizzare la Maison e di posizionarla sopra Breil, mantenendo un forte legame con la tradizione orologiera della Maison, adoperando ancora calibri automatici e richiamando vecchie collezioni quali le già citate Heavy Duty e Subacqueo, o rifacendosi a storici modelli come nella linea Diadato, in cui vengono proposti cosiddetti orologi “cioccolatino” con cassa quadrata, recuperando la moda degli anni ’50, o ancora la classicissima linea Heritage.
Anche negli anni ’90 si è cercato di seguire le tendenze del momento ed ecco che la Maison ha proposto le collezioni Trafalgar e soprattutto Resolution, fatte da cronografi impermeabili fino a 500 metri e con movimenti automatici Valjoux 7750 o al quarzo, spesso certificati COSC, con l’intento di contrastare lo strapotere di quegli anni di Sector, offrendo prodotti dalla maggior qualità.
Più in linea con lo spirito della Maison, invece, la linea “Cinematique”, che propone cronografi al quarzo o automatici, animati questi ultimi, come accadeva per i Vetta anni ’40, da movimenti Valjoux. Faceva parte di questa collezione il modello realizzato, in edizione limitata a 200 pezzi, per il Sessantesimo anniversario della casa.

### 2000-2020

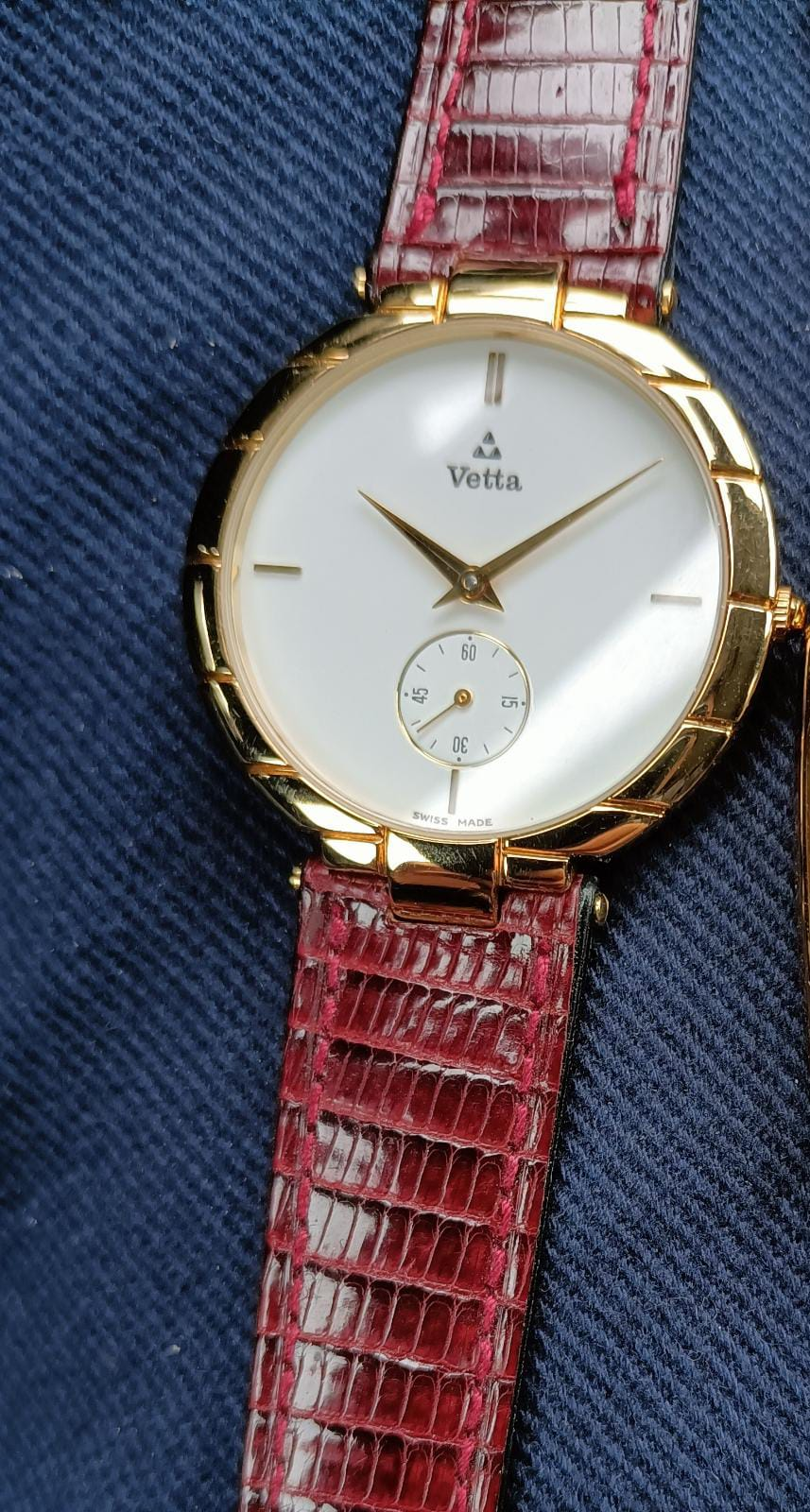
Vetta dress watch, metà anni Ottanta

Il nuovo millennio si apre con il cambio del logo: si passa dal bilanciere Incaflex a una più anonima W e V, in seguito ulteriormente stilizzata. Uno dei primi segnatempo lanciati negli anni 2000 è un Regolatore da 44 mm di diametro dedicato a Moby Dick e in edizione limitata a 275 esemplari. I richiami al capodoglio sono numerosi, a partire dalla scatola bianca al fondello che reca l’incisione della coda del cetaceo. È di metà anni 2000 invece la linea Espacité, che offre cronografi automatici eleganti, ma di dimensioni maggiori (alla moda dell'epoca) di circa 42 mm che montano calibri ETA, molti dei quali arricchiti da complicazioni quali la Gran Data o la funzione rattrapante, mentre la linea di orologi complicati è invece stata chiamata Beaux Arts.
È del 2012 la collezione Anniversaire, celebrativa dell’ottantesimo compleanno di Vetta, che propone orologi solo tempo o cronografi, recanti solo il marchio “italiano” sul quadrante.
Nel 2016, per i 110 anni di anniversario della casa, viene proposta la collezione Heritage, la quale riproduce l'estetica di un elegante orologio da polso anni '50/'60, con quadrante lavorato.
Dal 2022 la produzione pare aver rivoluzionato la propria collezione, riavvicinandosi alle proprie origini, come dimostra il piacevole ritorno del Jumbostar, celebrativo del 125º anniversario della casa e proposto con il calibro meccanico cronografico Landeron 72. A fianco di questo vero cavallo di battaglia della Maison, troviamo anche la variante solotempo, chiamata Jumbostar 660 impermeabile a 200 metri, alimentato dal movimento automatico Sellita SW200.
Oltre alla collezione Jumbostar ci sono anche i solotempo della linea Dynawind, che riprendono i classici stilemi dei field watch anni Sessanta (questo modello realizzato anche in una versione appositamente pensata per l'Esercito Italiano), e alcuni segnatempo della collezione Heritage.